# Joan Marí Muñoz
Joan Marí "Murenu" Muñoz (Eivissa, 6 d'agost de 1946) és un músic i cantautor eivissenc.

## Biografia
Nasqué a Eivissa i estudià a l'institut de Santa Maria. El 1962 inicià els estudis a l'Escola de comerç de Palma, on obtingué la titulació de perit mercantil el 1966. Posteriorment, estudià filosofia i lletres a la Universitat de les Illes Balears i sociologia a la Universitat de París-Nanterre, enmig del moviment estudiantil del 1968.
Des de ben jove tingué una afinitat per la música, amb tretze anys s'incorporà a la rondalla "La Afición" tocant el llaüt, als quinze formà un grup de rock, "Es Ascaris" amb uns amics seus i l'any 1963 formà el duo "Isidor i Joan" amb Isidor Marí Mayans, qui seria col·laborador seu durant tota la vida. La música del duo s'aproximà més a la Nova Cançó emergent en aquesta època a Catalunya, i tocaren una barreja de repertori propi i versions de temes folk americans. Amb altres amics, Marí organitzà l'any 1966 el primer recital de cançó amb gent de fora de l'illa per a l'ocasió de les festes patronals d'Eivissa. Alguns dels convidats foren Guillermina Motta, Josep Maria Espinàs i Massip, Francesc Pi de la Serra i Valero i Gullem d'Efak. Per motius d'estudi, el duo es desfà l'any 1968, però els dos membres continuaren tocant per separat. A l'estiu de 1973, Joan Marí formà un nou grup amb Isidor Marí i Victorí Planells amb la intenció de recollir i modernitzar cançons tradicionals eivissenques, marcant l'inici del grup Uc.
En una primera etapa, el grup publicà tres discos, però per decisions personals se separà el 1979, Marí essent l'únic membre que romangué a l'illa. Amb el seu grup "La Manilla" continuà fent concerts arreu d'Eivissa i Formentera, i el 1985, a petició de l'Institut d'Estudis Eivissencs, tocà repertori d'Uc en dos concerts en ocasió del 750è aniversari de la Conquesta Catalana de les Pitiüses. L'any següent, Marí enregistrà el seu primer disc en solitari, Del meu refugi, i el 1987 recuperà el projecte d'Uc amb Victorí Planells, iniciant la segona etapa del grup, i durant el qual es publicaren quatre discos.
Marí també tingué una bona amistat amb el poeta eivissenc Marià Villangómez Llobet, qui conegué des d'una primerenca edat. L'any 1968 realitzà la primera versió musical d'un poema de Villangómez, Cançó pensarosa, que va incloure en el seu disc en solitari. El 1997 publicà un disc de versions musicades de poemes de Villangómez, Entre la mar i el vent. Uc canta a Marià Villangómez.
Pel que fa a la seva vida política, donà suport a Pacte de Progrés l'any 1999 i aparegué a les llistes com a candidat a l'Ajuntament d'Eivissa. Després de la dimissió de la regidora Marta Roldan l'any 2002, ocupà el càrrec de regidor fins al final de la legislatura i representà a l'Ajuntament d'Eivissa al Fons de Cooperació Pitiús i al Consell Escolar de sa Bodega.

## Obra
Amb Uc
- Cançons d'Eivissa (Edigsa, 1974)
- En aquesta illa tan pobra (Edigsa, 1976)
- Una ala sobre el mar (Blau, 1979)
- Cançoniues (Blau, 1987)
- Camins de migjorn (Blau, 1993)
- Entre la mar i el vent. Uc canta a Marià Villangómez (Blau, 1997)
- Toc i repicó (Blau, 1998)

En solitari
- Del Meu refugi (Ubachdisc, 1986)

## Reconeixements
Com a part del grup Uc, rebé l'any 2002 la medalla Ramon Llull del govern de les Illes Balears i el premi d'honor d'Onda Cero Eivissa i Formentera l'any 2023.